# بنجامين ليستر
بنجامين ليستر (1996 - ) (بالإنجليزية: Benjamin Lister)‏ هو لاعب كريكت نيوزلندي.

## وصلات خارجية
- بنجامين ليستر على موقع إي آس بي آن كريك إنفو (الإنجليزية)